# Liste argentinisch-portugiesischer Städte- und Gemeindepartnerschaften
Diese Liste argentinisch-portugiesischer Städte- und Gemeindepartnerschaften führt die Städte- und Gemeindepartnerschaften zwischen Argentinien und Portugal auf.
Trotz der vergleichsweise guten argentinisch-portugiesischen Beziehungen sind bislang erst drei Partnerschaften entstanden oder angebahnt (Stand 2015).

## Liste der Städtepartnerschaften und -freundschaften
| Argentinischer Ort | Portugiesischer Ort | Seit      | Anmerkung              |
| ------------------ | ------------------- | --------- | ---------------------- |
| Buenos Aires       | Lissabon            | 1992      | Kooperationsabkommen   |
| Belén de Escobar   | Loulé               |           | seit 2004 in Anbahnung |
| Trelew             | Covilhã             | ungenannt |                        |